# Uttissenbach
Uttissenbach ist eine Ortschaft und eine Katastralgemeinde der Stadtgemeinde Zwettl im Bezirk Zwettl in Niederösterreich. Die Ortschaft hat 62 Einwohner (Stand 1. Jänner 2024).

## Geschichte
Laut Adressbuch von Österreich waren im Jahr 1938 in Uttissenbach eine Flaschenbierhändlerin und mehrere Landwirte ansässig.

## Siedlungsentwicklung
Zum Jahreswechsel 1979/1980 befanden sich in der Katastralgemeinde Uttissenbach insgesamt 30 Bauflächen mit 14.926 m² und 13 Gärten auf 1.867 m², 1989/1990 gab es 34 Bauflächen. 1999/2000 war die Zahl der Bauflächen auf 94 angewachsen und 2009/2010 bestanden 46 Gebäude auf 86 Bauflächen.

## Bodennutzung
Die Katastralgemeinde ist landwirtschaftlich geprägt. 192 Hektar wurden zum Jahreswechsel 1979/1980 landwirtschaftlich genutzt und 181 Hektar waren forstwirtschaftlich geführte Waldflächen. 1999/2000 wurde auf 185 Hektar Landwirtschaft betrieben und 185 Hektar waren als forstwirtschaftlich genutzte Flächen ausgewiesen. Ende 2018 waren 176 Hektar als landwirtschaftliche Flächen genutzt und Forstwirtschaft wurde auf 190 Hektar betrieben. Die durchschnittliche Bodenklimazahl von Uttissenbach beträgt 19,4 (Stand 2010).